# Katzenjammer
Katzenjammer var en norsk musikgrupp bildad i Oslo och aktiv från 2005 till 2016. Medlemmarna växlade ofta instrument och hade en strävan efter att spela instrument de inte tidigare trakterat. Gruppens musik har klassificerats som en blandning av pop och country.

## Historik
Gruppen bildades av Anne Marit Bergheim, Solveig Heilo, Marianne Sveen och Turid Jørgensen. Namnet hämtades från Katzenjammer Kids, originalnamnet till den tecknade serien Knoll och Tott. De uppmärksammades via Urørt, ett TV-program i NRK med fokus på ny musik, och deltog också i talangtävlingen Kjempesjansen".
2007 spelade gruppen på den stora norska musikfestivalen Norwegian Wood (arrangerad 1992–2017).
Katzenjammer gav ut sitt första album hösten 2008, betitlat Le Pop. Bandet uppnådde en nionde placering på norska albumlistan och fick även en nominering vid Spellemannprisen i kategorin Årets bästa debutalbum Under de kommande åren var gruppen återkommande namn på musikfestivaler i bland annat Storbritannien, Tyskland, Australien och USA.
2011 kom gruppens andra album A Kiss Before You Go. 2015 kom album nummer tre, Rockland.
Bandet samarbetade med Mats Rybø, som skrev merparten av kvartettens låtar. På scen delade de fyra medlemmarna på sången, liksom ett flitigt bytandet av olika musikinstrument.
Marianne Sveen lämnade bandet i början av 2016, vilket ledde till gruppens upplösning. Sveen har senare lanserat en solokarriär och släppte 2022 albumet Next of Kin.

## Stil
Gruppens musik är en kombination av flera genrer såsom pop, folkrock, bluegrass, och country, med inslag av balkansk musik. De har också jämförts med Kaizers Orchestra.
Gruppen trakterade under gruppens karriär totalt cirka 30 olika instrument. Detta inkluderar dragspel, basbalalajka, cittra, ukulele, melodika, xylofon, munspel, mandolin, klockspel, tuba, piano, gitarr och trumpet.

## Diskografi
| År   | Titel                | Skivbolag | VG-lista |
| 2008 | Le Pop               | Propeller | #9       |
| 2011 | A Kiss Before You Go | Nettwerk  | #6       |
| 2015 | Rockland             | Propeller | #9       |

| År   | Titel                             | Album                |
| 2008 | "Play My Darling, Play"           | Le Pop               |
| 2009 | "A Bar in Amsterdam"              | Le Pop               |
| 2010 | "Tea with Cinnamon"               | Le Pop               |
| 2010 | "Den Lengste Natten"              | Inte på album        |
| 2011 | "I Will Dance (When I Walk Away)" | A Kiss Before You Go |
| 2011 | "Cocktails and Ruby Slippers"     | A Kiss Before You Go |
| 2012 | "Rock-Paper-Scissors"             | A Kiss Before You Go |
| 2012 | "Fairytale of New York"           | Inte på album        |
| 2014 | "Lady Gray"                       | Rockland             |

## Galleri

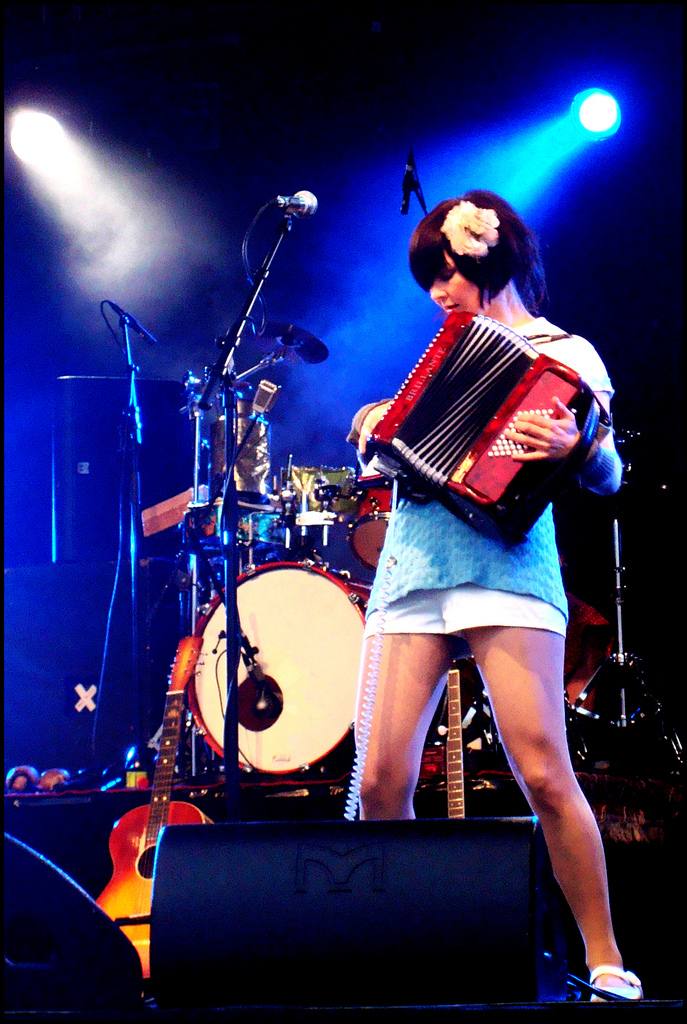
Anne Marit Bergheim 2009, Kristiansund.
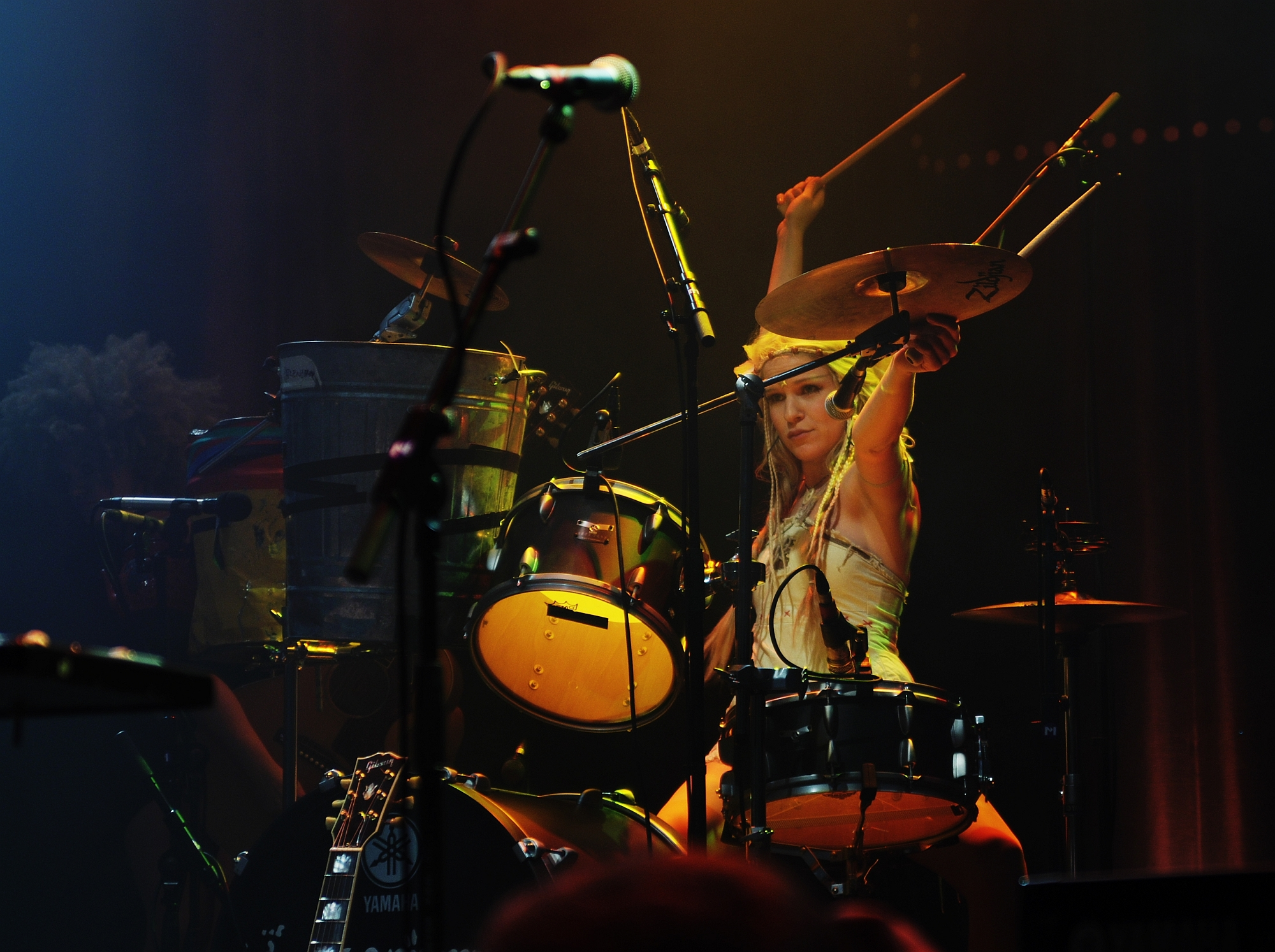
Solveig Heilo 2011, Hengelo.
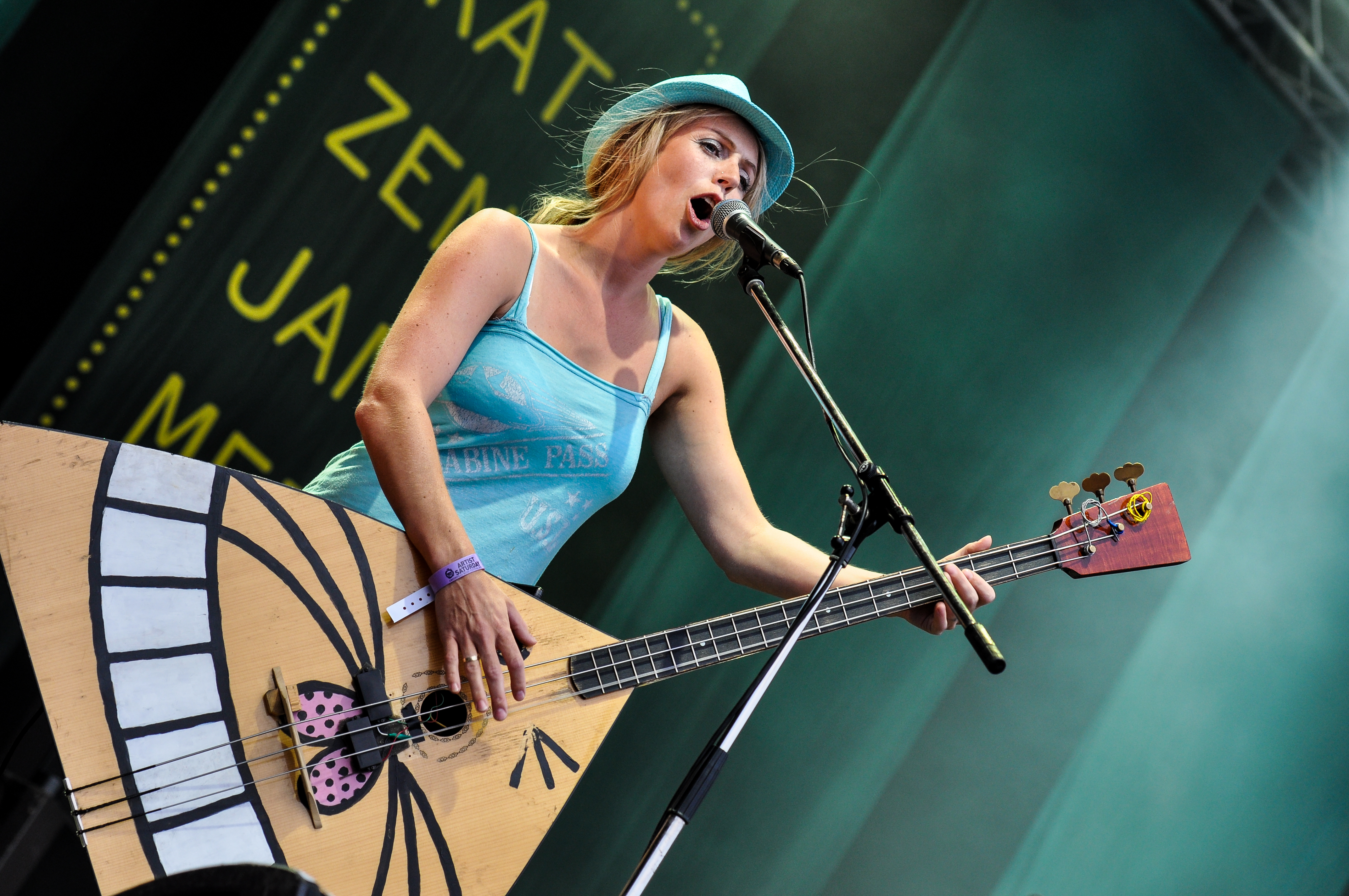
Turid Jørgensen 2013, Schönwalde-Glien.
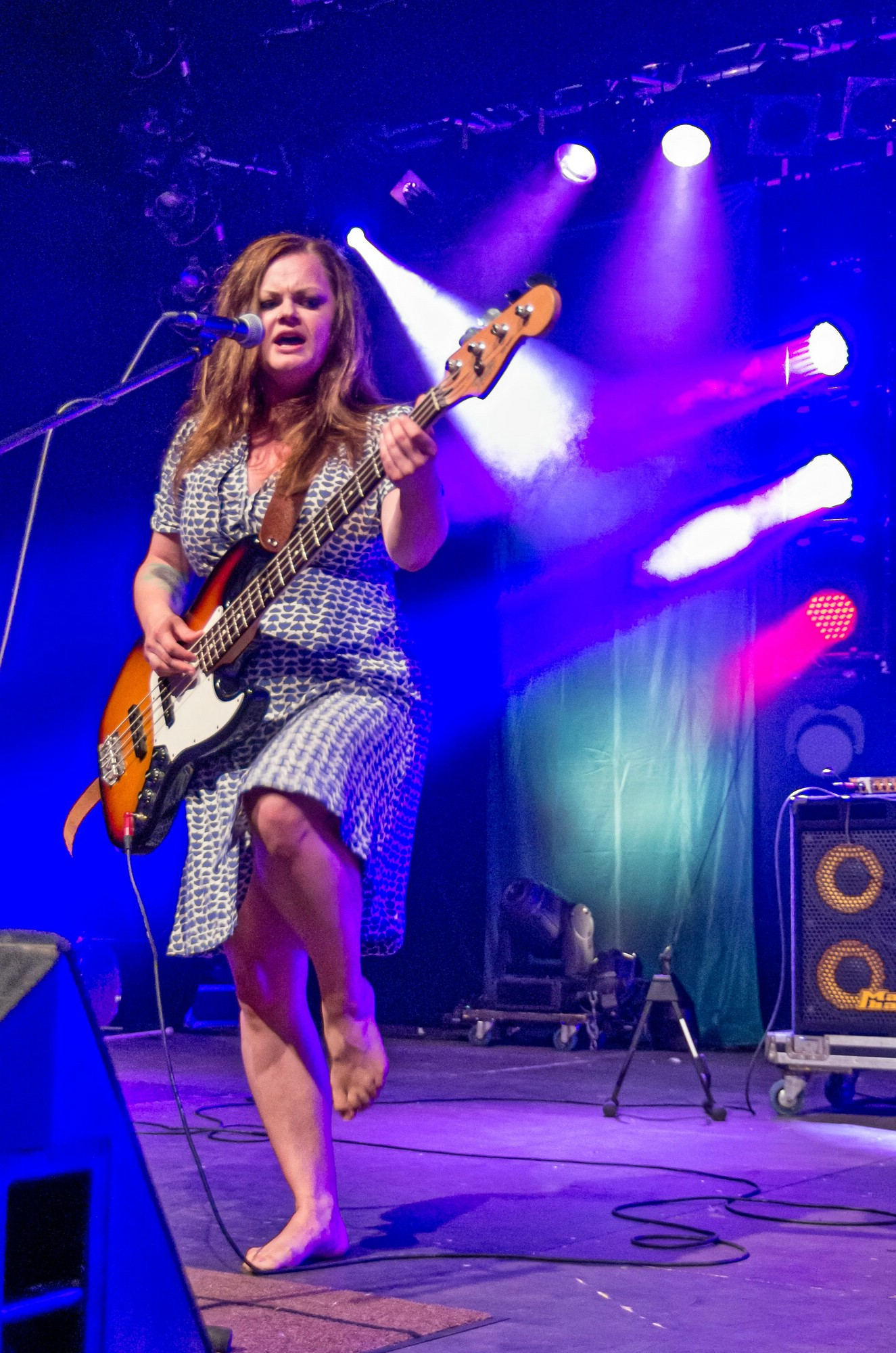
Marianne Sveen 2015, Freiburg im Breisgau.